# Kurt Tschenscher
Kurt Waldemar Tschenscher (Szymiszów; 5 de octubre de 1928-Schwetzingen; 13 de agosto de 2014) fue un árbitro de fútbol alemán nacido en Polonia.

## Trayectoria
En 1966, en su primera participación en la Copa Mundial, celebrado en Inglaterra, arbitró el Brasil-Bulgaria. Fue el primer árbitro en la historia que utilizó tarjetas amarillas para advertir a los jugadores; esto ocurrió en el partido inaugural de la Copa Mundial de 1970 (México 0-0 Unión Soviética).
En 1972 logró arbitrar la final del torneo de fútbol de los Juegos Olímpicos de Munich, entre Polonia y Hungría. En 1974 arbitró el encuentro para acceder a la final entre Países Bajos-Brasil del Mundial de Alemania.